# Робинсон, Дэвид (музыкант)
Дэвид Робинсон (англ. David Robinson, род. 2 апреля 1949 года, Молден, Массачусетс, США) — американский рок-барабанщик. Он выступал с некоторыми рок-группами, включая The Rising Tide, The Modern Lovers, The Pop!, DMZ и конечно же The Cars. В 2018 году Робинсон был включён в Зал славы рок-н-ролла как участник The Cars.

## Биография
Робинсон родился в Молден, штат Массачусетс, и учился в средней школе Woburn Memorial High School.
Робинсон придумал название группы The Cars, и ему приписывают разработку обложек альбомов.
После распада The Cars Робинсон управлял рестораном и был статистом в нескольких фильмах, включая Хозяйка дома и Суровое испытание.
В 2010 году Робинсон воссоединился с оставшимися первоначальными участниками The Cars, чтобы записать их первый за 24 года альбом под названием Move Like This. Ему пришлось заново учиться играть на барабанах, так как (помимо свободного джема на конгах) он перестал играть в 1987 году. После завершения Move Like This Робинсон сказал, что ему было бы интересно поработать над другими студийными альбомами.
По состоянию на август 2018 года Робинсон управляет художественной галереей в Рокпорте, штат Массачусетс, где продаёт украшения, которые делает сам.
В 2020 году Робинсон появился в эпизоде «Chasing Classic Cars», где был восстановлен его «De Tomaso Mangusta» 1969 года выпуска.

## Дискография

### Вместе с The Cars
- The Cars (1978)
- Candy-O (1979)
- Panorama (1980)
- Shake It Up (1981)
- Heartbeat City (1984)
- Door to Door (1987)
- Move Like This (2011)

### Вместе сThe Modern Lovers
- The Modern Lovers[англ.] (1976)
- The Original Modern Lovers[англ.] (1981)
- Live at the Longbranch Saloon (1992)

### Вместе с Jonathan Richman & The Modern Lovers
- Jonathan Richman & The Modern Lovers[англ.] (1976)

### Вместе сБиби Бьюэлл
- Covers Girl (1981)
- Little Black Egg (1982)

### Вместе сДионом
- Suite for Late Summer[англ.] (1972)

### Вместе сПластиком Бертраном
- Jacques Cousteau (1981)

### Вместе с The Young Jacques
- Jacques Cousteau (1981)

### Вместе с DMZ
- Live At The Rat '76 (1995)
- Live At The Rat '76 Volume 2 (1995)
- The First Time (1995)
- Live At The Rat (2001)
- Radio Demos (2011) [10]

### Полная дискография
- Дион — Suite for Late Summer (1972)
- Jonathan Richman & The Modern Lovers — Jonathan Richman & The Modern Lovers (1976)
- The Modern Lovers — The Modern Lovers (1976)
- The Cars — The Cars (1978)
- The Cars — Candy-O (1979)
- The Cars — Panorama (1980)
- Биби Бьюэлл — Covers Girl (1981)
- Пластик Бертран — Jacques Cousteau (1981)
- The Young Jacques — Jacques Cousteau (1981)
- The Modern Lovers — The Original Modern Lovers (1981)
- The Cars — Shake It Up (1981)
- Биби Бьюэлл — Little Black Egg (1982)
- The Cars — Heartbeat City (1984)
- The Cars — Door to Door (1987)
- The Modern Lovers — Live at the Longbranch Saloon (1992)
- DMZ — Live At The Rat '76 (1995)
- DMZ — Live At The Rat '76 Volume 2 (1995)
- DMZ — The First Time (1995)
- DMZ — Live At The Rat (2001)
- The Cars — Move Like This (2011)
- DMZ — Radio Demos (2011)